# 1913 en science-fiction
| Années de la science-fiction : 1910 - 1911 - 1912 - 1913 - 1914 - 1915 - 1916    |
| Décennies de la science-fiction : 1880 - 1890 - 1900 - 1910 - 1920 - 1930 - 1940 |

L'année 1913 est marquée, en matière de science-fiction, par les événements suivants.

## Naissances et décès

### Naissances
- 11 juillet : Cordwainer Smith, écrivain américain, mort en 1966.
- 18 décembre : Alfred Bester, écrivain américain, mort en 1987.

### Décès
- 4 juillet : James William Barlow, auteur irlandais, né en 1826, mort à 86 ans.

## Prix
La plupart des prix littéraires de science-fiction actuellement connus n'existaient alors pas.

## Parutions littéraires

### Romans
- La Ceinture empoisonnée par Arthur Conan Doyle.
- Le Tunnel par Bernhard Kellermann.